# Corsiopsis chinensis
Corsiopsis es un género monotípico de plantas fanerógamas perteneciente a la familia de las corsiáceas. Su única especie: Corsiopsis chinensis D.X.Zhang, R.M.K.Saunders & C.M.Hu, Syst. Bot. 24: 313 (1999), es originaria de China en Guangdong.

## Descripción
Son plantas que no efectúan la fotosíntesis y son llamadas "tramposas" porque toman los azúcares que necesitan de hongos que se encuentran en ellas.
Es una hierba micoheterotrófica con flores blancas estructuralmente complejas. Aunque existe similitud con el género Corsia, es distinta ya que las flores son unisexuales y llevan una erecta vejiga como posterior sépalo (labelo) que carece de un callo basal.

## Taxonomía
Corsiopsis chinensis fue descrita por D.X.Zhang, R.M.K.Saunders & C.M.Hu y publicado en Systematic Botany 24(3): 313–314, f. 1. 1999. A fecha de 2013, se considera extinta.